# Округ Филмор (Минесота)
Округ Филмор (енгл. Fillmore County) је округ у америчкој савезној држави Минесота.

## Демографија
По попису из 2010. године број становника је 20.866, што је 256 (-1,2%) становника мање него 2000. године.
| Група             | 2000.          | 2010.          |
| Белци             | 20.823 (98,6%) | 20.375 (97,6%) |
| Афроамериканци    | 35 (0,2%)      | 49 (0,2%)      |
| Азијати           | 31 (0,1%)      | 71 (0,3%)      |
| Хиспаноамериканци | 113 (0,5%)     | 207 (1,0%)     |
| Укупно            | 21.122         | 20.866         |